# Alexander Saul
Alexander Saul (* 6. Oktober 1995) ist ein deutscher Handballspieler.

## Karriere
Saul spielte zunächst für den SC Magdeburg. Hier lief er hauptsächlich für die 2. Mannschaft in der 3. Liga auf. 2015 sicherten sie sich den Titel der 3. Liga Ost. Teilweise stand er aber bereits im Kader der Bundesligamannschaft und war auch Teil des Kaders für das Final Four des DHB-Pokals 2014/15. 2017 wechselte er zum Zweitligisten ThSV Eisenach, mit denen er 2018 in die 3. Liga abstieg. In der Folgesaison gelang ihnen der direkte Wiederaufstieg in die 2. Bundesliga. Seit der Saison 2020/21 ist er zudem der Kapitän der Mannschaft. 2023 gelang ihnen der Aufstieg in die 1. Bundesliga.
Mit der deutschen Jugend-Nationalmannschaft wurde er bei der U18-Europameisterschaft 2012 Europameister. Mit den Junioren gewann er die Bronzemedaille bei der U21-Weltmeisterschaft 2015.